# Baarn
Baarn (prononcé en néerlandais : [baːrn] ) est une ville et commune néerlandaise située en province d'Utrecht.
Elle comptait 24 870 habitants lors du recensement de 2022. Outre son centre éponyme, la commune de Baarn couvre également les villages environnants d'Eembrugge et Lage Vuursche.

## Géographie

### Situation
Baarn se situe dans le nord-est de la province d'Utrecht. Elle est entourée des communes suivantes : Eemnes au nord, Bunschoten au nord-est, Amersfoort à l'est, Soest au sud-est, Zeist au sud, De Bilt au sud-ouest, Hilversum à l'ouest et Laren au nord-ouest. Hilversum et Laren sont situées en province de Hollande-Septentrionale.

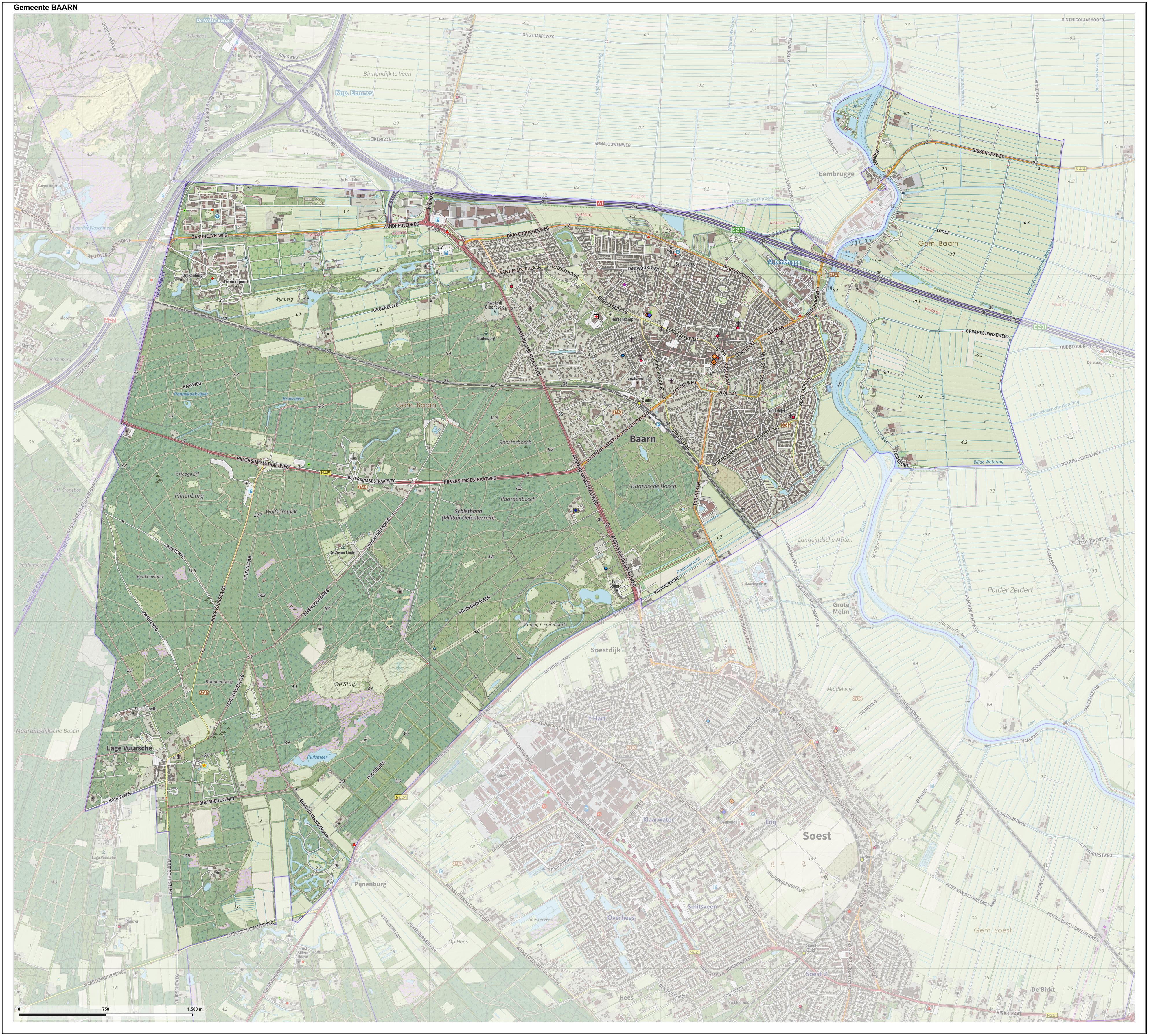
Carte topographique de Baarn (2017).
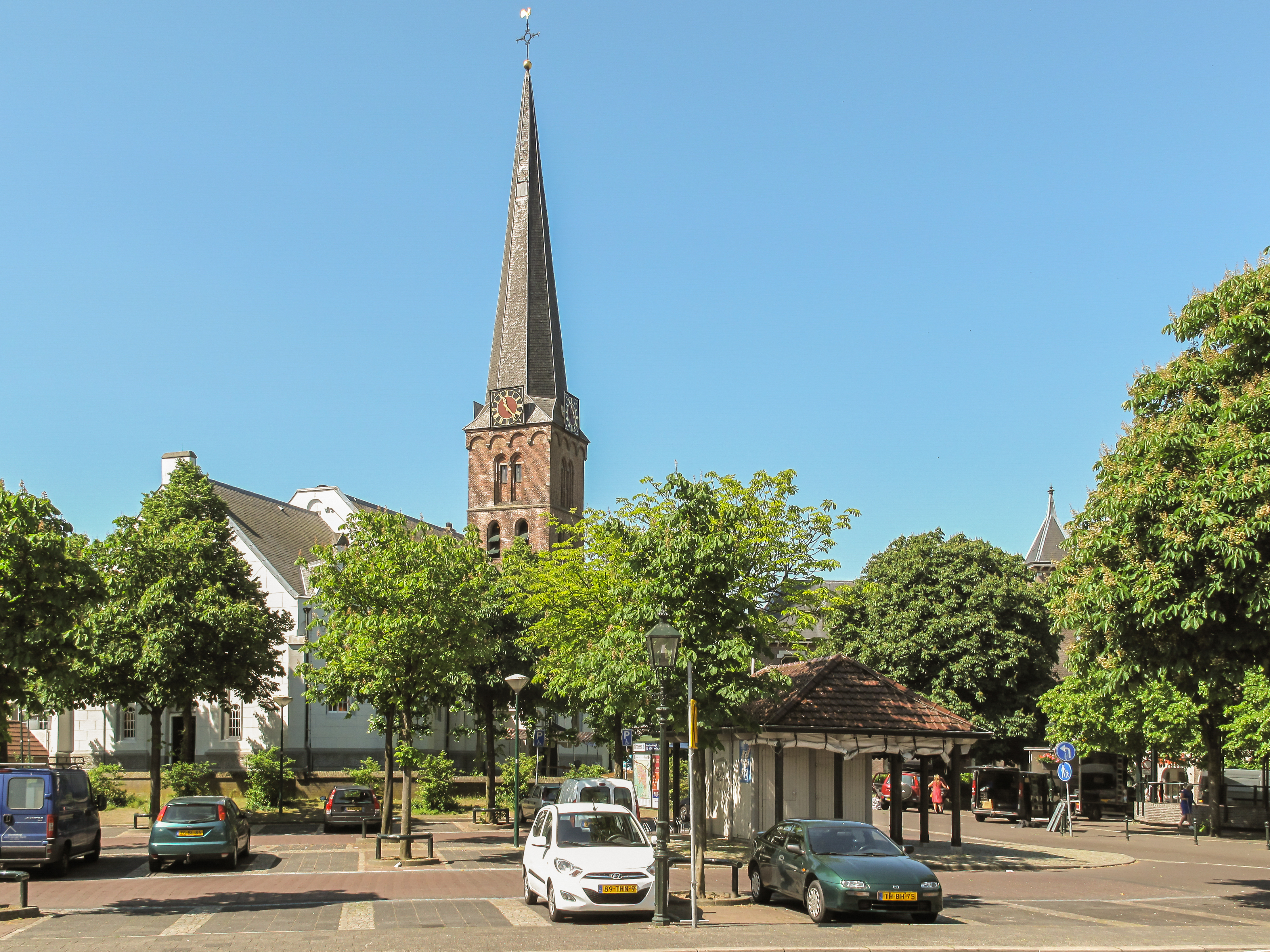
L'église : la Pauluskerk.
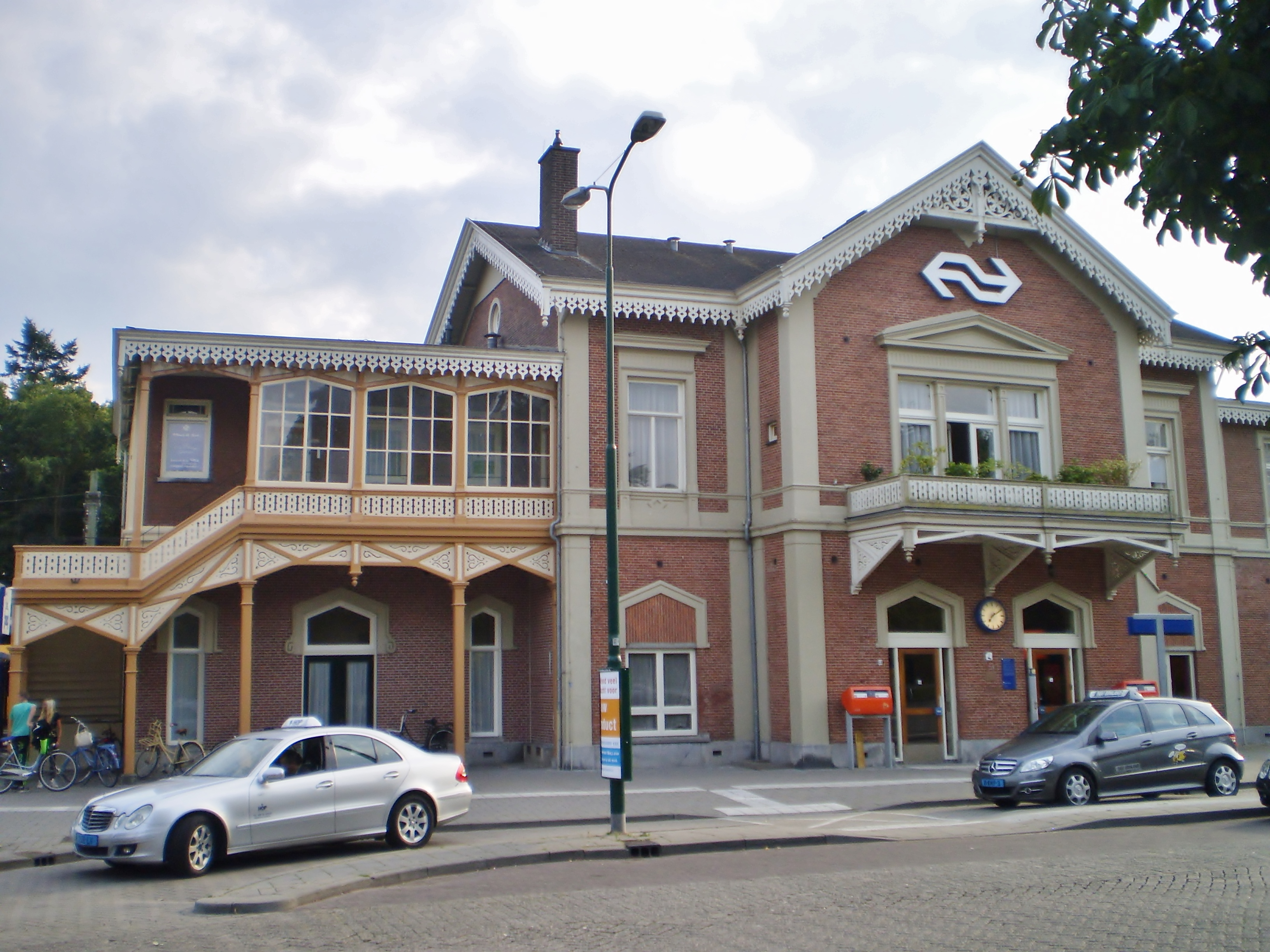
La gare.

### Transports
L'autoroute A1 traverse la commune au nord du centre-ville.
Baarn dispose d'une gare ferroviaire, la gare de Baarn, située sur la ligne d'Amsterdam à Zutphen et constituant également l'un des terminus de la ligne de Baarn à Den Dolder. Elle est desservie par les trains régionaux (Sprinter), ne constituant pas un arrêt sur le réseau national (Intercity).

## Histoire
La reine Beatrix naît en 1938 à Baarn, au palais de Soestdijk. Dès 1963, elle réside également avec son époux Claus van Amsberg et ses trois fils au château de Drakensteyn à Lage Vuursche qu'elle acquiert en 1959, avant de déménager en 1981 à la Huis ten Bosch à La Haye. Drakensteyn est depuis une résidence de vacances de la famille royale. Soestdijk est vendu en 2017 par l'État néerlandais à des promoteurs qui ont pour ambition de rénover le domaine afin d'en faire un hôtel.
De 1941 à 1970, l'artiste graphiste Maurits Cornelis Escher réside à Baarn, avant son déménagement à Laren.

## Personnalités liées à Baarn

### Personnes nées à Baarn
- Han Baudet (nl)
- Beatrix dees Pays-Bas
- Plien van Bennekom
- Christina des Pays-Bas
- Christine de Boer
- Jan Broerze (nl)
- Chantal Demming
- Piet Esser (nl)
- Bob Fosko
- Maria Kraakman
- Irène des Pays-Bas
- Henriette Laman Trip de Beaufort
- Martin Majoor
- Marlayne
- Albert Muis
- Dustley Mulder
- John Propitius
- Sharon van Rouwendaal
- Jo Strumphler (nl)
- Marc van Uchelen
- Yorick van Wageningen
- Sophie Veldhuizen

### Personnes mortes à Baarn
- Aletta Jacobs
- Otto Landsberg
- Max Marchand
- Joes Odufré (nl)
- Martinus Reeder (nl)
- Rien de Roller (nl)
- Louis Stracké (nl)
- Armand Louis Jean Sunier (nl)
- Aart van der Wijck (nl)
- Marie Paul Voûte (nl)
- Thilly Weissenborn
- Johanna Westerdijk